# Brána zámku Kratonohy
Vrcholně barokní zděná brána bývalého vrchnostenského dvora se nalézá v centru obce Kratonohy v okrese Hradec Králové. Z bývalého vrchnostenského dvora a zámečku se do současnosti zachovala pouze tato vjezdová brána, která je chráněna jako kulturní památka ČR. Národní památkový ústav tuto bránu uvádí v katalogu památek pod rejstříkovým číslem ÚSKP 25040/6-634. 

## Historie
Bývalý vrchnostenský dvůr spolu se zámkem pochází z roku 1720, kdy jej nechal postavit Václav Norbert Kinský na místě původní tvrze. Návrh včetně dochované brány pravděpodobně vytvořil Jan Blažej Santini-Aichel nebo některý z jeho následovníků. Zámek však díky neodborným stavebním úpravám v druhé polovině 20. století, kdy byl využíván jako kanceláře JZD, pozbyl historické hodnoty a památkově významná je pouze zachovalá vstupní brána s reliéfem erbu vrchnosti - hrabat Kinských. 

## Popis
Vjezdová brána má půlkruhově zaklenutý vjezd se sloupky po bocích s odstupněným soklem, římsovými profilovanými hlavicemi a s obdélnými dvakrát odstupněnými vpadlými poli a nad vrcholem oblouku klenák s plastickým maskaronem.
Na boky sloupků navazují půdorysně složitě utvářené svazkové pilastry s tesanými kamennými patkami a plochou římsovou hlavicí.
Na nevýrazné ploché hlavice pilastrů nasedá úzké kladí, probíhající i nad bránou (klenákem), na něm opět jen nad pilastry hladké kladí a úseky říms, půdorysně kopírující pilastry. Na ně a zčásti na jejich trojúhelníkové nástavce nasedá segmentová římsa s mírně vzepjatými konci.
Na římse (nad středovými pilastry a vrcholem) jsou na hranolových podstavcích vázy s květinami. Mezi kladím a římsou je umístěna mohutná korunovaná rozvilinová kartuše s drobným erbem Kinských.
Brána byla v roce 2014 rekonstruována.

## Galerie

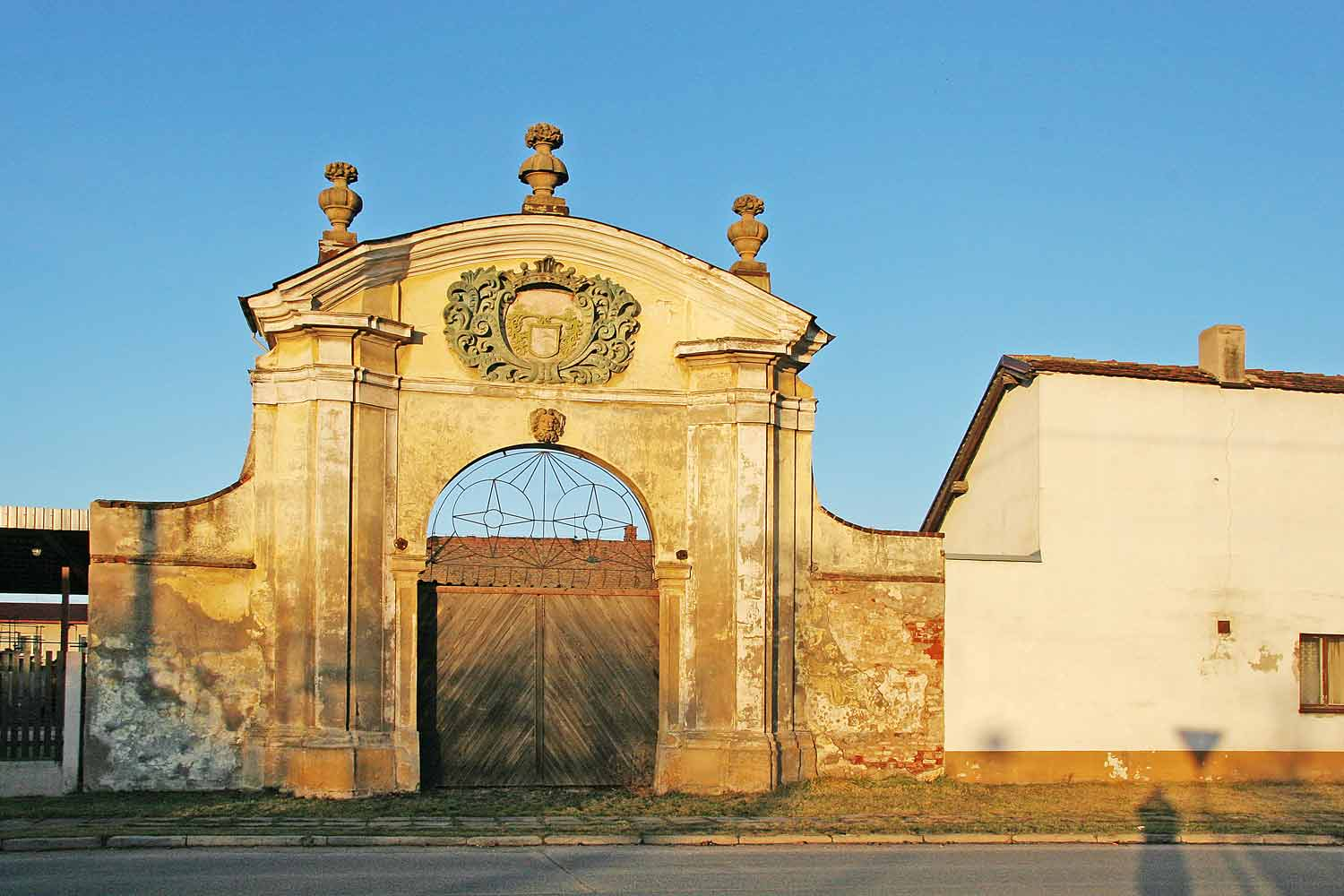
Brána v roce 2005 před rekonstrukcí